# Bundestagswahlkreis Dortmund III
Der Bundestagswahlkreis Dortmund III war von 1949 bis 2002 ein Wahlkreis in Nordrhein-Westfalen. Er umfasste zuletzt die Dortmunder Stadtbezirke Aplerbeck, Hörde, Hombruch und Lütgendortmund.	
Der Vorgängerwahlkreis von 1949 bis 1965 war der Wahlkreis Dortmund III – Lünen. Zur Bundestagswahl 2002 wurde die Zahl der Wahlkreise in Dortmund von drei auf zwei reduziert und dabei die Wahlkreise Dortmund I und Dortmund II neu abgegrenzt. Der Wahlkreis Dortmund III wurde stets von Kandidaten der SPD gewonnen, zuletzt von Ulla Burchardt. 

## Wahl 1998
| Gegenstand der Nachweisung | Gegenstand der Nachweisung | Erst- stimmen | Erst- stimmen | Zweit- stimmen | Zweit- stimmen |
| Bewerber                   | Partei                     | Anzahl        | %             | Anzahl         | %              |
| -------------------------- | -------------------------- | ------------- | ------------- | -------------- | -------------- |
| Wahlberechtigte            | Wahlberechtigte            | 164.873       | 100,0         | 164.873        | 100,0          |
| Wähler                     | Wähler                     | 140.204       | 85,0          | 140.204        | 85,0           |
| Ungültige Stimmen          | Ungültige Stimmen          | 1.614         | 1,2           | 1.206          | 0,9            |
| Gültige Stimmen            | Gültige Stimmen            | 138.590       | 100,0         | 138.998        | 100,0          |
| davon                      |                            |               |               |                |                |
| Ulla Burchardt             | SPD                        | 79.782        | 57,6          | 75.335         | 54,2           |
| Erich G. Fritz             | CDU                        | 41.095        | 29,7          | 36.207         | 26,0           |
| Edit Hoffmann              | F.D.P.                     | 4.208         | 3,0           | 9.113          | 6,6            |
| Hilke Schwingeler          | GRÜNE                      | 8.121         | 5,9           | 10.866         | 7,8            |
| Astrid Keller              | PDS                        | 2.043         | 1,5           | 1.967          | 1,4            |
|                            | Deutschland                | –             | –             | 63             | 0,0            |
|                            | APPD                       | –             | –             | 98             | 0,1            |
|                            | BüSo                       | –             | –             | 24             | 0,0            |
|                            | BFB – Die Offensive        | –             | –             | 66             | 0,0            |
|                            | Chance 2000                | –             | –             | 69             | 0,0            |
|                            | CM                         | –             | –             | 46             | 0,0            |
|                            | DVU                        | –             | –             | 1.429          | 1,0            |
| Günter Flasch              | GRAUE                      | 739           | 0,5           | 507            | 0,4            |
| Gerd Friedrich Amling      | REP                        | 2.195         | 1,6           | 1.408          | 1,0            |
|                            | FAMILIE                    | –             | –             | 151            | 0,1            |
|                            | DIE FRAUEN                 | –             | –             | 50             | 0,0            |
|                            | Pro DM                     | –             | –             | 808            | 0,6            |
|                            | MLPD                       | –             | –             | 39             | 0,0            |
|                            | Tierschutz                 | –             | –             | 284            | 0,2            |
|                            | NPD                        | –             | –             | 179            | 0,1            |
| Lars Maßhöfer              | NATURGESETZ                | 407           | 0,3           | 106            | 0,1            |
|                            | ödp                        | –             | –             | 43             | 0,0            |
|                            | PBC                        | –             | –             | 57             | 0,0            |
|                            | Nichtwähler                | –             | –             | 72             | 0,1            |
|                            | PSG                        | –             | –             | 11             | 0,0            |

## Wahl 1990
| Gegenstand der Nachweisung | Gegenstand der Nachweisung | Erst- stimmen | Erst- stimmen | Zweit- stimmen | Zweit- stimmen |
| Bewerber                   | Partei                     | Anzahl        | %             | Anzahl         | %              |
| -------------------------- | -------------------------- | ------------- | ------------- | -------------- | -------------- |
| Wahlberechtigte            | Wahlberechtigte            | 170.258       | 100,0         | 170.258        | 100,0          |
| Wähler                     | Wähler                     | 136.784       | 80,3          | 136.784        | 80,3           |
| Ungültige Stimmen          | Ungültige Stimmen          | 1.411         | 1,0           | 1.231          | 0,9            |
| Gültige Stimmen            | Gültige Stimmen            | 135.373       | 100,0         | 135.553        | 100,0          |
| davon                      |                            |               |               |                |                |
| Ulla Burchardt             | SPD                        | 70.369        | 52,0          | 68.960         | 50,9           |
| Erich G. Fritz             | CDU                        | 43.592        | 32,2          | 41.835         | 30,9           |
| Hans H. Gattermann         | F.D.P.                     | 9.530         | 7,0           | 14.284         | 10,5           |
| Jens Kotulla               | GRÜNE                      | 7.866         | 5,8           | 6.416          | 4,7            |
|                            | CM                         | –             | –             | 61             | 0,0            |
| Rudolf Wilhelm Zoege       | DIE GRAUEN                 | 1.440         | 1,1           | 1.084          | 0,8            |
| Klaus-Dieter Pahl          | REP                        | 1.877         | 1,4           | 1.734          | 1,3            |
|                            | FRAUEN                     | –             | –             | 142            | 0,1            |
| Josef Bergermeier          | NPD                        | 246           | 0,2           | 224            | 0,2            |
| Sascha Michael Gajewski    | ÖDP                        | 453           | 0,3           | 263            | 0,2            |
|                            | PDS                        | –             | –             | 520            | 0,4            |
|                            | Patrioten                  | –             | –             | 14             | 0,0            |
|                            | VAA                        | –             | –             | 16             | 0,0            |

## Wahl 1987
| Gegenstand der Nachweisung | Gegenstand der Nachweisung | Erst- stimmen | Erst- stimmen | Zweit- stimmen | Zweit- stimmen |
| Bewerber                   | Partei                     | Anzahl        | %             | Anzahl         | %              |
| -------------------------- | -------------------------- | ------------- | ------------- | -------------- | -------------- |
| Wahlberechtigte            | Wahlberechtigte            | 168.598       | 100,0         | 168.598        | 100,0          |
| Wähler                     | Wähler                     | 146.262       | 86,8          | 146.262        | 86,8           |
| Ungültige Stimmen          | Ungültige Stimmen          | 1.524         | 1,0           | 1.056          | 0,7            |
| Gültige Stimmen            | Gültige Stimmen            | 144.738       | 100,0         | 145.206        | 100,0          |
| davon                      |                            |               |               |                |                |
| Ludwig Gerstein            | CDU                        | 49.029        | 33,9          | 45.218         | 31,1           |
| Werner Zeitler             | SPD                        | 77.903        | 53,8          | 76.649         | 52,8           |
| Hans H. Gattermann         | F.D.P.                     | 5.100         | 3,5           | 10.168         | 7,0            |
| Jutta E. Schmitz           | GRÜNE                      | 11.646        | 8,0           | 12.146         | 8,4            |
|                            | ZENTRUM                    | –             | –             | 56             | 0,0            |
|                            | Mündige Bürger             | –             | –             | 67             | 0,0            |
|                            | FRAUEN                     | –             | –             | 188            | 0,1            |
|                            | MLPD                       | –             | –             | 53             | 0,0            |
|                            | NPD                        | –             | –             | 402            | 0,3            |
|                            | ÖDP                        | –             | –             | 197            | 0,1            |
| Eckhard Strehl             | Patrioten                  | 162           | 0,1           | 62             | 0,0            |
| Renate Teich               | FRIEDEN                    | 898           | 0,6           | –              | –              |

## Wahl 1983
| Gegenstand der Nachweisung | Gegenstand der Nachweisung | Erst- stimmen | Erst- stimmen | Zweit- stimmen | Zweit- stimmen |
| Bewerber                   | Partei                     | Anzahl        | %             | Anzahl         | %              |
| -------------------------- | -------------------------- | ------------- | ------------- | -------------- | -------------- |
| Wahlberechtigte            | Wahlberechtigte            | 167.909       | 100,0         | 167.909        | 100,0          |
| Wähler                     | Wähler                     | 151.600       | 90,3          | 151.600        | 90,3           |
| Ungültige Stimmen          | Ungültige Stimmen          | 1.275         | 0,8           | 991            | 0,7            |
| Gültige Stimmen            | Gültige Stimmen            | 150.325       | 100,0         | 150.609        | 100,0          |
| davon                      |                            |               |               |                |                |
| Werner Zeitler             | SPD                        | 83.254        | 55,4          | 80.227         | 53,3           |
| Ludwig Gerstein            | CDU                        | 55.773        | 37,1          | 52.017         | 34,5           |
| Hans H. Gattermann         | F.D.P.                     | 3.090         | 2,1           | 8.192          | 5,4            |
| Ursula Richter             | DKP                        | 532           | 0,4           | 383            | 0,3            |
| Wilfried Kühling           | GRÜNE                      | 7.543         | 5,0           | 9.350          | 6,2            |
| Eckhard Strehl             | EAP                        | 133           | 0,1           | 80             | 0,1            |
|                            | KPD                        | –             | –             | 54             | 0,0            |
|                            | NPD                        | –             | –             | 271            | 0,2            |
|                            | USD                        | –             | –             | 35             | 0,0            |

## Wahl 1980
| Gegenstand der Nachweisung | Gegenstand der Nachweisung | Erst- stimmen | Erst- stimmen | Zweit- stimmen | Zweit- stimmen |
| Bewerber                   | Partei                     | Anzahl        | %             | Anzahl         | %              |
| -------------------------- | -------------------------- | ------------- | ------------- | -------------- | -------------- |
| Wahlberechtigte            | Wahlberechtigte            | 166.077       | 100,0         | 166.077        | 100,0          |
| Wähler                     | Wähler                     | 149.200       | 89,8          | 149.200        | 89,8           |
| Ungültige Stimmen          | Ungültige Stimmen          | 1.362         | 0,9           | 916            | 0,6            |
| Gültige Stimmen            | Gültige Stimmen            | 147.838       | 100,0         | 148.284        | 100,0          |
| davon                      |                            |               |               |                |                |
| Werner Zeitler             | SPD                        | 86.687        | 58,6          | 85.044         | 57,4           |
| Ludwig Gerstein            | CDU                        | 46.584        | 31,5          | 45.017         | 30,4           |
| Hans H. Gattermann         | F.D.P.                     | 10.568        | 7,1           | 15.300         | 10,3           |
|                            | Bürgerpartei               | –             | –             | 136            | 0,1            |
| Otto Wilhelm Meyerling     | DKP                        | 658           | 0,4           | 432            | 0,3            |
| Eberhard Elfers            | GRÜNE                      | 3.091         | 2,1           | 2.010          | 1,4            |
| Eckhard Strehl             | EAP                        | 60            | 0,0           | 46             | 0,0            |
| Matthias Knoche            | KBW                        | 54            | 0,0           | 30             | 0,0            |
|                            | NPD                        | –             | –             | 182            | 0,1            |
| Ralf Schneider             | V                          | 136           | 0,1           | 87             | 0,1            |

## Wahl 1976
| Gegenstand der Nachweisung | Gegenstand der Nachweisung | Erst- stimmen | Erst- stimmen | Zweit- stimmen | Zweit- stimmen |
| Bewerber                   | Partei                     | Anzahl        | %             | Anzahl         | %              |
| -------------------------- | -------------------------- | ------------- | ------------- | -------------- | -------------- |
| Wahlberechtigte            | Wahlberechtigte            | 152.333       | 100,0         | 152.333        | 100,0          |
| Wähler                     | Wähler                     | 136.773       | 89,8          | 136.773        | 89,8           |
| Ungültige Stimmen          | Ungültige Stimmen          | 1.006         | 0,7           | 628            | 0,5            |
| Gültige Stimmen            | Gültige Stimmen            | 135.767       | 100,0         | 136.145        | 100,0          |
| davon                      |                            |               |               |                |                |
| Alfred Meininghaus         | SPD                        | 81.922        | 60,3          | 81.752         | 60,0           |
| Paul Löher                 | CDU                        | 44.521        | 32,8          | 44.646         | 32,8           |
| Fritz Schaumann            | F.D.P.                     | 7.230         | 5,3           | 8.282          | 6,1            |
|                            | AUD                        | –             | –             | 50             | 0,0            |
|                            | AVP                        | –             | –             | 5              | 0,0            |
| Rolf Jürgen Priemer        | DKP                        | 907           | 0,7           | 633            | 0,5            |
| Cornelia Lau               | EAP                        | 68            | 0,1           | 41             | 0,0            |
|                            | GIM                        | –             | –             | 17             | 0,0            |
| Thomas Luczak              | KPD                        | 281           | 0,2           | 225            | 0,2            |
| Hans Gabriel               | KBW                        | 117           | 0,1           | 72             | 0,1            |
| Karl Schürmann             | NPD                        | 416           | 0,3           | 403            | 0,3            |
|                            | UAP                        | –             | –             | 12             | 0,0            |
|                            | VL                         | –             | –             | 7              | 0,0            |
| Wolfgang Fichtner          | Einzelbewerber             | 305           | 0,2           | –              | –              |

## Wahl 1972
| Gegenstand der Nachweisung | Gegenstand der Nachweisung | Erst- stimmen | Erst- stimmen | Zweit- stimmen | Zweit- stimmen |
| Bewerber                   | Partei                     | Anzahl        | %             | Anzahl         | %              |
| -------------------------- | -------------------------- | ------------- | ------------- | -------------- | -------------- |
| Wahlberechtigte            | Wahlberechtigte            | 160.715       | 100,0         | 160.715        | 100,0          |
| Wähler                     | Wähler                     | 145.423       | 90,5          | 145.423        | 90,5           |
| Ungültige Stimmen          | Ungültige Stimmen          | 1.821         | 1,3           | 968            | 0,7            |
| Gültige Stimmen            | Gültige Stimmen            | 143.602       | 100,0         | 144.455        | 100,0          |
| davon                      |                            |               |               |                |                |
| Walter Behrendt            | SPD                        | 92.997        | 64,8          | 90.079         | 62,4           |
| Paul Löher                 | CDU                        | 43.619        | 30,4          | 43.872         | 30,4           |
| Wilfried Finger            | F.D.P.                     | 5.554         | 3,9           | 9.248          | 6,4            |
| Wilhelm Sprenger           | DKP                        | 909           | 0,6           | 712            | 0,5            |
|                            | EFP                        | –             | –             | 52             | 0,0            |
|                            | FSU                        | –             | –             | 32             | 0,0            |
| Herbert Steiner            | NPD                        | 523           | 0,4           | 460            | 0,3            |

## Wahlkreissieger
| Wahl | Name               | Partei | Erststimmen |
| ---- | ------------------ | ------ | ----------- |
| 1998 | Ulla Burchardt     | SPD    | 57,6 %      |
| 1994 | Ulla Burchardt     | SPD    | 53,1 %      |
| 1990 | Ulla Burchardt     | SPD    | 52,0 %      |
| 1987 | Werner Zeitler     | SPD    | 53,8 %      |
| 1983 | Werner Zeitler     | SPD    | 55,4 %      |
| 1980 | Werner Zeitler     | SPD    | 58,6 %      |
| 1976 | Alfred Meininghaus | SPD    | 60,3 %      |
| 1972 | Walter Behrendt    | SPD    | 64,8 %      |
| 1969 | Walter Behrendt    | SPD    | 59,7 %      |
| 1965 | Walter Behrendt    | SPD    | 56,6 %      |
| 1961 | Walter Behrendt    | SPD    | 52,8 %      |
| 1957 | Walter Behrendt    | SPD    | 50,4 %      |
| 1953 | Otto Dannebom      | SPD    | 47,3 %      |
| 1949 | Otto Dannebom      | SPD    | 44,8 %      |

## Wahlkreisgeschichte
| Wahl      | Wahlkreisname            | Gebiet                                                                      |
| --------- | ------------------------ | --------------------------------------------------------------------------- |
| 1949      | 58 Dortmund III – Lünen  | Nordöstliches Stadtgebiet von Dortmund und Lünen                            |
| 1953–1961 | 117 Dortmund III – Lünen | Nordöstliches Stadtgebiet von Dortmund und Lünen                            |
| 1965–1976 | 116 Dortmund III         | Nordöstliches Stadtgebiet von Dortmund                                      |
| 1980–1998 | 115 Dortmund III         | Von Dortmund die Stadtbezirke Aplerbeck, Hörde, Hombruch und Lütgendortmund |